# Joseph Moreau de Melen
Pour les articles homonymes, voir Moureau et Melen (homonymie).
Cet article possède un paronyme, voir Joseph Moreau (homonymie).
Joseph Moreau de Melen (27 mars 1912, Herstal - 20 mars 1997, Walhain-Saint-Paul)  Entrepreneur et homme politique belge.

## Biographie
Joseph Moreau de Melen obtient le diplôme de licencié en chimie et travaille comme Chef d'entreprise dans la métallurgie. 
Peu après la Deuxième Guerre mondiale, il s'établit à Rosières où il s'investit dans la politique locale.  A l'occasion des élections communales de 1958, il est élu sur la liste unique, Intérêts Communaux (IC) et obtient le poste de bourgmestre.  Réélu lors des élections communales de 1964 et 1970, il  reste en poste jusqu'aux élections communales de 1976, Rosières ayant fusionné avec la Commune de Rixensart, M. Joseph Moreau de Melen est ainsi resté le dernier Bourgmestre en titre de la Commune de Rosières.  Il fut encore réélu Conseiller communal de Rixensart pendant 10 ans.
Membre actif dans la politique nationale, initialement au sein du PSC-CVP, il rejoint, en 1961, avec quelques autres membres de son parti, le Parti libéral, dénommé PLP/PVV.  Après le décès de Roger Motz - ancien Président du Parti Libéral - survenu en 1964, il est devient Sénateur de la Province de Brabant et siège au Sénat jusqu'aux élections législatives du 10 mars 1974.